# 스웨덴의 동성결혼
스웨덴 국회는 2009년 4월 1일 결혼법 개정안을 승인함에 따라, 2009년 5월 1일부터 법적 효력을 발휘하여 세계에서 7번째로 동성결혼을 허용한 나라가 되었다. 동성결혼 합법화 이후 기존의 시민결합제도는 그대로 유지되나, 커플의 의사에 따라 서면 등을 통해 결혼한 부부 관계로 전환할 수 있다. 새로운 시민결합 관계 신청은 받지 않는다.
2009년 10월 22일 스웨덴 국교회 지도위원회는 찬성 176, 반대 62로 스웨덴 국교회 소속 교구의 동성결혼 주례를 허용하고, '결혼'의 정의를 기존 남녀간에서 두 사람간으로 개정했다. 이에 따라 2009년 11월 1일부터 스웨덴 국교회 소속 교회에서 동성결혼식이 가능해졌다.

## 역사

### 시민결합
스웨덴에서 시민결합은 1995년부터 도입되었다. 시민결합 제도는 1994년 6월 국회에서 찬성 171표, 반대 141표로 통과되어 1995년 1월 1일부터 공식 효력을 시작하였다. 스웨덴은 덴마크와 노르웨이에 이어 세계에서 세번째로 시민결합을 허용한 나라가 되었다.
스웨덴의 시민결합은 결혼과 같은 법적 보호, 의무, 혜택을 부여하였으며, 양육권과 이혼 절차도 포함하였다. 레즈비언 커플을 위한 인공 수정은 2005년부터 허용되었다. 스웨덴에 합법적으로 거주하는 외국인은 2000년부터 시민결합이 가능해졌다. 시민결합과 기존 결혼제도간의 주요 차이점은 두 제도가 가기 다른 법에 의해 규정되며, 시민결합은 종교적 의미가 전혀 없었다는 것이다. 많은 사람들은 이를 분리 평등 정책이라고 비판하였다. 1988년부터 스웨덴은 이성커플과 동성커플을 별개로 취급하는 두 종류의 사실혼 법률이 있었으며, 두 법은 2003년이 되어서야 한 법률로 통합되었다.

### 동성결혼
2004년 국회는 동성결혼 합법화를 논의하기 위한 위원회를 설립하였다. 2007년 3월 발표된 위원회의 보고서는 결혼법을 성중립적으로 개정하고 시민결합 제도를 대체해야 한다고 명시하였다. 대신 종교 단체는 자신들의 교리에 따라 동성결혼 주례를 거부할 수 있도록 허용하도록 권고했다. 또한 위원회는 2009년 1월 1일 전까지 관련 입법이 마무리 되어야 한다고 제안했다.
당시 총 7개 원내 정당 중 좌익당과 녹색당, 스웨덴 사회민주노동당, 자유당, 온건당, 중앙당이 동성결혼을 지지하였다. 기독민주당만이 동성결혼에 반대했다. 여론 조사에서도 스웨덴 국민 다수가 동성결혼에 찬성했으나 종교계의 강한 반발에 부딪쳤다.

#### 소송
2008년 5월 12일 스웨덴 언론은 캐나다에서 온 동성부부가 스웨덴 정부를 상대로 자신들의 결혼증명서를 인정해달라는 소송을 개시하였다고 보도했다. 하급심과 재심은 소송 심리를 거부하였으나, 스웨덴 최고 행정 법원은 사건을 받아들였다. 커플은 법정에서 캐나다의 법률에 따라 합법적으로 결혼한 만큼 스웨덴에서도 공증받아야 한다고 주장하였다. 2008년 12월 18일 법원은 스웨덴의 관세청이 어떠한 법도 어기지 않았다며, 원고커플은 동성결혼이 법제화 되지 않은 스웨덴 법률에 따라 스웨덴에서 정식 부부로 인정받을 수 없으나 시민결합한 커플로 인정받아야 한다고 판결내렸다.

#### 국회 표결
2007년 당시 연립 정부는 온건당과 중앙당, 자유당, 기민당으로 이루어졌다. 스웨덴의 법무부장관은 국회 위원회의 결과 보고서를 긍정적 검토하겠다고 밝혔다. 그러나 연립 정부에 속한 기민당의 반대로 결혼법 개정안이 발의되거나 통과될 수 있을지 장담할 수 없었다. 야당인 사민당 대표는 만약 정부가 개정안을 추진할 여력이 없다면 독자적으로 법안을 발의하겠다고 발표했다. 2007년 10월에는 녹색당과 좌익당도 사민당과 협력하기로 하였다. 기민당대표 예란 해그룬드는 스웨덴 라디오에 출연해 자신은 결혼이 남녀간의 결합이라는 당의 입장을 대변해야하는 것이나, 다른 당의 주장들도 들어보고 있다며 모두가 협력할 수 있는 방안이 있는지 모색하겠다고 언급했다.
2007년 12월 12일 스웨덴 국교회는 동성결혼이 합법화 되면 소속 교구에서의 동성결혼식을 열 수 있도록 하는 안을 허용하였다. 대신 '결혼'이란 단어는 남녀간의 결혼에만 사용해야한다고 못받았다.
2008년 1월 14일 두 거물 기민당 정치인은 당의 입장과 반대로 동성결혼을 지지한다고 발표했다.
언론들은 2008년 초에나 정부가 동성결혼을 허용하는 결혼법 개정안을 국회에 발의할 것이라고 주장했으나 2008년 여름이 지나도 법안은 발의되지 않았다. 연립 정부 내의 협상은 결국 결렬되었고, 국회의 최후통첩을 맞게 되었다. 2008년 10월 정부는 법안 발의를 준비하며 당론 없이 국회의원들의 양심투표에 맡기기로 결정했다.
2009년 1월 21일 정부의 결혼법 개정안이 국회에 발의되었다. 법안은 찬성 261표, 반대 22표로 4월 1일 국회를 통과하여 5월 1일부터 효력을 발휘하였다. 해당 법안은 기민당과 중앙당 소속의 국회의원 한명 제외한 모든 정당의 지지를 받았다.

#### 스웨덴 국교회
2009년, 공개적으로 커밍아웃한 레즈비언으로는 세계 최초로 에바 브루네가 스웨덴 국교회 스톡홀롬 교구의 주교로 임명 받았다.
2009년 10월 22일 스웨덴 국교회는 총회를 열어 스웨덴의 주요 종교 교단 중 처음으로 동성결혼 주례 허용안을 압도적으로 지지하며, 동성커플에게도 '결혼'이란 단어를 사용할 수 있도록 하였다. 웁살라 대교구의 앤더스 웨즈리드 대주교는 교회의 이러한 결정에 기쁘다고 답변했다. 반면, 스웨덴에서 각각 두번째, 세번째로 큰 교단인 로마 가톨릭교회와 오순절 교회는 스웨덴 국교회의 결정에 '실망'한다는 공식 입장을 밝혔다. 스웨덴의 무슬림 협회는 어떤 소속 이맘도 동성결혼 주례를 허용하지 않을 것이라 발표했다.

## 통계
2013년 7월 스웨덴 통계청은 2009년 동성결혼 허용 이후 결혼을 신고한 동성커플의 통계를 발표하였다. 모든 행정 구역에서 결혼 신고한 레즈비언 커플이 게이 커플보다 많았다. 2013년 7월 기준으로 4521명의 여성들이 다른 여성과 결혼하였으며 3646명의 남성들이 다른 남성과 결혼하였다. 스웨덴 통계청은 외국인을 이 수치에 포함시키지 않아 레즈비언 커플이 더 높게 조사된 것으로 보고 있다.

## 여론
유로바로미터가 2006년 가을에 시행한 여론조사에 따르면 71%의 스웨덴인이 동성결혼에 찬성한다고 답변했으며, 최고치는 스톡홀롬의 87%, 최저치는 옌셰핑주의 58%였다. 이 조사 결과에 따른 동성결혼 지지율은 유럽연합 국가들 중 두번째로 높은 수치이다.
2013년에 치루어진 Ipsos 조사에서는 81%의 응답자가 동성결혼에 찬성한다고 답했다.
2015년에는 90%의 스웨덴인이 유로바로미터 여론조사에서 유럽전역에서 동성결혼이 허용되어야 한다고 응답했으며 7%만이 반대하였다.